# ایرنه (الهه)
ایرنه (زبان یونانی: Εἰρήνη)، (به انگلیسی: EIRENE)، معمولاً در زبان انگلیسی به عنوان صلح شناخته می‌شود، در اساطیر یونانی یکی از هورای و تجسم و مظهر صلح بود. او در هنر به شکل یک زن جوان زیبا که شاخ نعمت، عصای سلطنتی و یک مشعل یا تکوک را حمل می‌کند به تصویر کشیده می‌شد. او دختر زئوس و تمیس بود، و خواهر دایک و یونومیا محسوب می‌شد. معادل آن در اساطیر روم پاکس بود.